# Nine Mile
Nine Mile é uma vila situada na paróquia de Saint Ann, na Jamaica. É notável por ser o local de nascimento da lenda do reggae, o cantor Bob Marley.
Nine Mile, hoje, pertence e é conduzida pela família de Bob Marley. Os membros da família podem, às vezes, ser encontrados no vilarejo.
Há passeios pela casa de Marley, com guias rastafari.
Perto dali está o Monte Zion Rock, antigo local de meditação de Bob Marley e o The Pillow (mencionado na canção "Talking Blues"). O mausoléu de Bob Marley também está localizado lá.

## Ver também

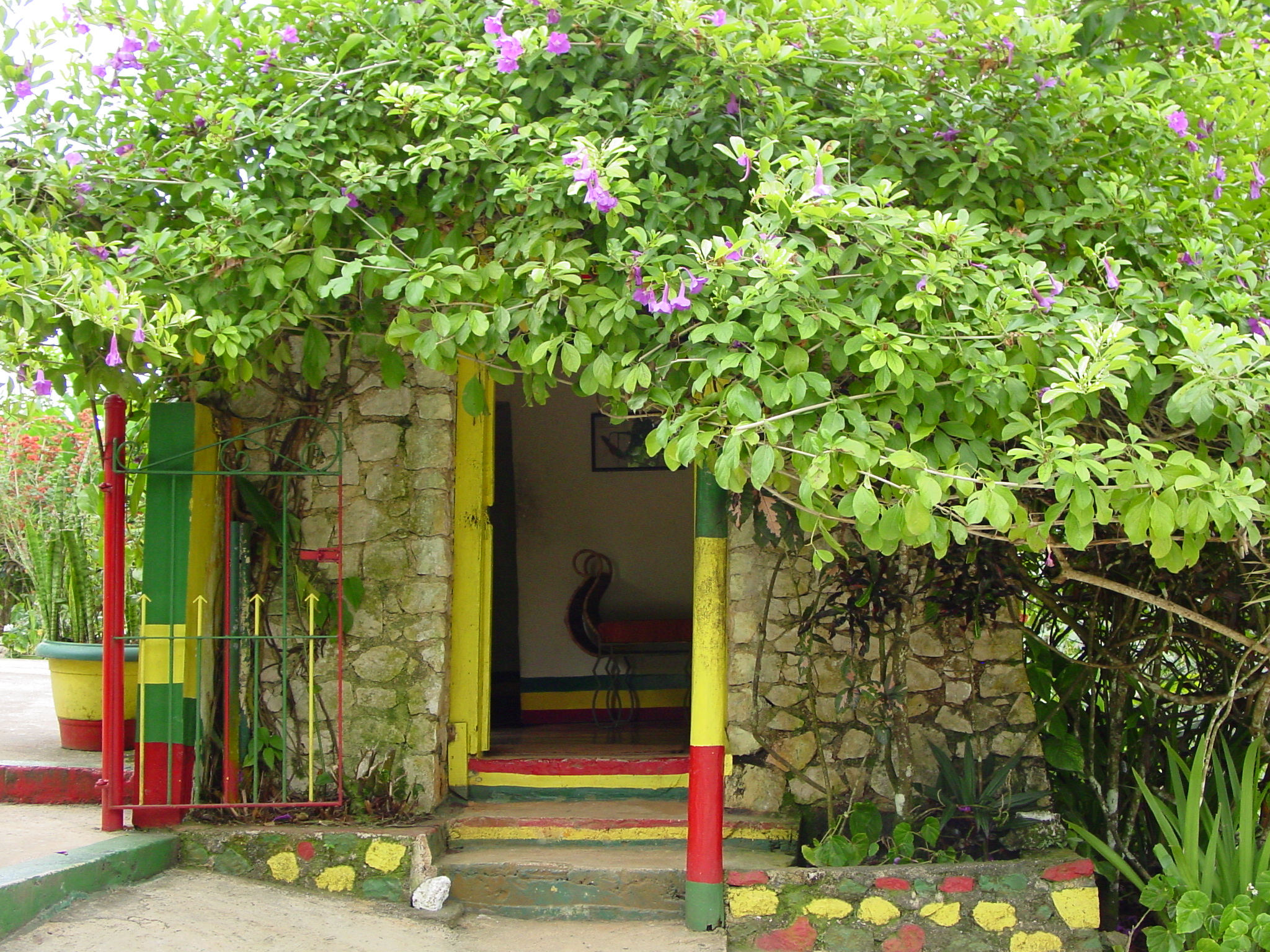
Casa de Bob Marley em Nine Mile.